# Lill-Knase Anka
Lill-Knase Anka (på portugisiska Biquinho) är en brorson till Knase Anka, som dock inte finns med på Carl Barks släktträd. Han kommer ursprungligen från de Disney-serier som tecknas på licens i Brasilien och är skapad av Waldyr Igayara de Souza.